# Баранцевий Яр
Баранцевий Яр — ландшафтний заказник місцевого значення - степова балка, що впадає в долину р. Бик. Об'єкт розташований на території Добропільського району Донецької області, землекористувачем є Криворізька сільська рада.
Площа — 54,9 га, статус отриманий у 2017 році .
Ініціативу щодо створення заказника подали доцент кафедри зоології біологічного факультету Київського національного університету ім. Тараса Шевченка, канд. біол. наук Подобайло А.В., координатор робіт зі створення об`єктів ПЗФ Київського еколого-культурного центру (КЕКЦ) Парнікоза І.Ю., та директор КЕКЦ Борейко В.Є.

## Рослинний світ
За геоботанічним районуванням об’єкт відноситься до Європейсько-Азіатської степової області, Причорноморської (Понтичної) степової провінції, Приазовсько-Чорноморської степової під провінції, смуги різнотравно-типчаково-ковилових степів Донецького округу, Слов’янсько-Артемівського району різнотравно-типчаково-ковилових степів.
Рослинність вказаної території представлено такими основними групами:
•    різнотравно-ковиловими степами;
•    деревною та чагарниковою рослинністю.
Степові угруповання займають більшість площі території об’єкту. Дана балка збереглася нерозораною в 20-ті роки минулого століття завдяки використанню її як пасовища. Степові угруповання сформовані в основному з вівсяниці валійської (Festuca valesiaca Gaudin), пирію середнього (Elytrigia intermedia (Host) Nevski) та куничника наземного (Calamagrostis epigeios (L.) Roth). Значною є участь ковили волосистої (Stipa capillata L.) – виду, занесеного до Червоної книги України. Його наявність поширює на степові угруповання цієї балки охорону згідно Зеленій книзі України. Флористичне ядро формують житняк гребінчастий (Agropyron pectinatum (M. Bieb.) P. Beauv.), миколайчики рівнинні (Eryngium campestre L.), льонок дроколистий (Linaria genistifolia (L.) Mill.), полин гіркий (Artemisia absinthium L.), люцерна посівна (Medicago sativa L.), жовтозілля Якова (Senecio jacobaea L.), шандра рання (Marrubium praecox Janka), молочай степовий (Euphorbia stepposa Zoz ex Prokh.), хатьма тюрингська (Lavatera thuringiaca L.), перстач пісковий (Potentilla arenaria Borkh.), синяк звичайний (Echium vulgare L.), шавлія дібровна (Salvia nemorosa L.), кермек донецький (Limonium donetzicum Klokov) та гоніолімон татарський (Goniolimon tataricum (L.) Boiss.). Велику цінність становить популяція червонокнижної півонії тонколистої (Paeonia tenuifolia L.). В умовах сучасного зниження пасовищного навантаження слід очікувати поступового поширення ковили та інших степових рослин на схилах балки.
Деревно-чагарникова рослинність тут різко обмежена, адже в минулому територія об’єкту використовувалась для випасу овець. Чагарникові зарості утворюють терен (Prunus spinosa L.), лох вузьколистий (Elaeagnus angustifolia L.), глід кривочашечковий (Crataegus curvisepala Lindm.), жостір проносний (Rhamnus cathartica L.). Такий видовий склад дає підстави говорити про значну ємність тутешнього середовища для тваринного світу.

## Фауна
Значна площа урочища та поєднання кількох типів рослинності створює тут сприятливі умови для існування фауни природного степового комплексу. На території балки зустрічаються комахи занесені до Червоної книги України: подалірій (Iphiclides podalirius Linnaeus, 1758), махаон (Papilio machaon Linnaeus, 1758), бджола-тесляр фіолетова (Xylocopa violacea (Linnaeus, 1758).
Територію об’єкту заселює 2 види амфібій: часничниця (Pelobates fuscus (Laurenti, 1768) та зелена ропуха (Bufotes viridis (Laurenti, 1768), що охороняються Бернською конвенцією. З поширених на степових луках плазунів прудка ящірка (Lacerta agilis Linnaeus, 1758) охороняється Бернською конвенцією, а неотруйна змія - жовтобрюхий полоз (Dolichophis caspius (Gmelin, 1789) - Червоною книгою України.
На території балки зустрічаються дрімлюга (Caprimulgus europaeus Linnaeus, 1758), що охороняється Додатком ІІ До Бернської конвенції. Також тут можна зустріти великих хижаків: великого яструба (Accipiter gentilis Linnaeus, 1758), канюка звичайного (Buteo buteo (Linnaeus, 1758) та зимняка (Buteo lagopus (Pontoppidan, 1763) (всі ці види входять до Додатку ІІ Бернської конвенції).
Тут також все ще зустрічаються типовий гризун-рийник степу – сліпак звичайний (Spalax microphthalmus Gueldenstaedt, 1770). Наявність помірного пасовищного збою сприятлива для існування більшості рідкісних наразі степових гризунів: байбаків (Marmota bobak (Muller, 1776), ховрахів (Spermophilus F. Cuvier, 1825) та земляних зайців (Ochotona pusilla (Pallas, 1769).